# کورنلیس دربل
کورنلیس دربل (هلندی: Cornelis Drebbel؛ زاده ۷ مارس ۱۵۷۲ درگذشته ۷ نوامبر ۱۶۳۳) یک مهندس و مخترع اهل هلند بود. او سازنده اولین زیردریایی عملیاتی در سال 1620 و مبتکری بود که به توسعه سیستم های اندازه گیری و کنترل، اپتیک و شیمی کمک کرد.
ظاهراً گالیله پس از سال 1610 متوجه شد که می تواند تلسکوپ خود را برای مشاهده اجرام کوچک نیز ببندد، و پس از دیدن میکروسکوپ ترکیبیِ ساخته شده توسط دربل که در سال 1624 در رم به نمایش گذاشته شد، نسخه بهبود یافته میکروسکوپ خود را ساخت.